# Stand by Me Doraemon
Дораэмон: Останься со мной (яп. STAND BY ME ドラえもん Сутандо Бай Ми: Дораэмон) — японский анимационный фильм режиссёра Такаси Ямадзаки, выпущенный в 2014 году компанией Toho.
«Stand by Me Doraemon» достиг высокого коммерческого успеха в Японии. Фильм занимал первое место в чартах кассовых сборов в течение пяти недель подряд и стал вторым самым кассовым японским фильмом за 2014 год в Японии, а общая сумма кассовых сборов составила 8,38 млрд. иен.

## Сюжет
Однажды проживающий в пригороде Токио десятилетний школьник Нобита Ноби встречает своего праправнука Сэваси, прибывшего из XXII века на машине времени с целью повлиять на становление характера своего предка. Семья Сэваси на протяжении многих поколений расплачивается с долгами, которые сделал за свою жизнь Нобита из-за собственной лени и неуклюжести. Сэваси рассказывает Нобите о его незавидных перспективах и оставляет в том времени своего кота-робота — Дораэмона, который должен во всём помогать предку своего хозяина. Сам Дораэмон обучен применению технических приспособлений XXII века, которые неоднократно выручают Нобиту из трудных ситуаций и после череды передряг в настоящем изменяют будущее.

## Роли
| Персонаж          | Сэйю                                   |
| ----------------- | -------------------------------------- |
| Дораэмон          | Васаби Мидзута                         |
| Нобита Ноби       | Мэгуми Охара Сатоси Цумабуки (взросл.) |
| Сидзука Минамото  | Юми Какадзу                            |
| Сунэо Хонэкава    | Томокадзу Сэки                         |
| Года Такэси       | Субару Кимура                          |
| Сэваси            | Сати Мацумото                          |
| Дзяйко            | Ванилла Ямазаки                        |
| Хидэтоси Дэкисуги | Сихоко Хагино                          |
| Учитель           | Ватару Такаги                          |
| Тамако Ноби       | Котоно Мицуиси                         |
| Нобисукэ Ноби     | Ясунори Мацумото                       |
| Г-жа. Года        | Мияко Такэути                          |
| Ёсио Минамото     | Аруно Тахара                           |

## Награды
| Награды | Награды                             | Награды                                     | Награды                    | Награды   | Награды     |
| Год     | Награда                             | Категория                                   | получатель                 | результат | Ref.        |
| ------- | ----------------------------------- | ------------------------------------------- | -------------------------- | --------- | ----------- |
| 2014    | Japan Media Arts Festival-Animation | Animated feature film                       | Дораэмон: Останься со мной | Победа    | [ 4 ]       |
| 2014    | Lumiere Japan Awards Grand Prix     | Grand Prix Award                            | Дораэмон: Останься со мной | Победа    | [ 5 ]       |
| 2014    | Nikkan Sports Award                 | Direction Award                             | Такаси Ямадзаки            | Победа    | [ 6 ]       |
| 2015    | Japan Academy Prize                 | Outstanding Animation                       | Дораэмон: Останься со мной | Победа    | [ 7 ]       |
| 2015    | Tokyo Anime Award                   | Animation of the Year (Award of Excellence) | Дораэмон: Останься со мной | Победа    | [ 8 ] [ 9 ] |
| 2015    | AMD Awards                          | Digital Media Award                         | Дораэмон: Останься со мной | Победа    | [ 10 ]      |